# Capra walie
Lo Stambecco del Semien (Capra walie, Ge'ez: ዋልያ wālyā) o ualià è un bovide presente solo in Etiopia, sui monti Semien. Conosciuto anche come stambecco abissino, è classificato da alcuni studiosi come sottospecie dello stambecco alpino (Capra ibex). Ne sopravvivono oggi solo circa 500 esemplari, nel 1968 ne erano stati valutati in non più di 150, una situazione così allarmante da stimolare l'UNESCO, l'IUCN e il WWF a progettare il Parco Nazionale del Semien e a premere sul governo etiopico perché lo istituisse al più presto. Il parco è stato costituito nel 1969. 
Gli unici predatori selvatici conosciuti dello stambecco Walia adulto sono la iena e il leopardo. Tuttavia, i giovani stambecchi sono spesso cacciati da una varietà di specie di volpi e gatti. 

## Caratteristiche
Lo stambecco del Semien ha manto scuro (con arti anteriori chiazzati di bianco e di nero, e con parti inferiori più chiare), grandi corna ricurve segnate sul davanti da nodosità vistose e regolari, il ventre e l'interno delle zampe bianchi. I disegni bianchi e neri si estendono sulle zampe. I maschi pesano 80-125 kg e raggiungono lunghezze fino a 110 cm.

## Ecologia

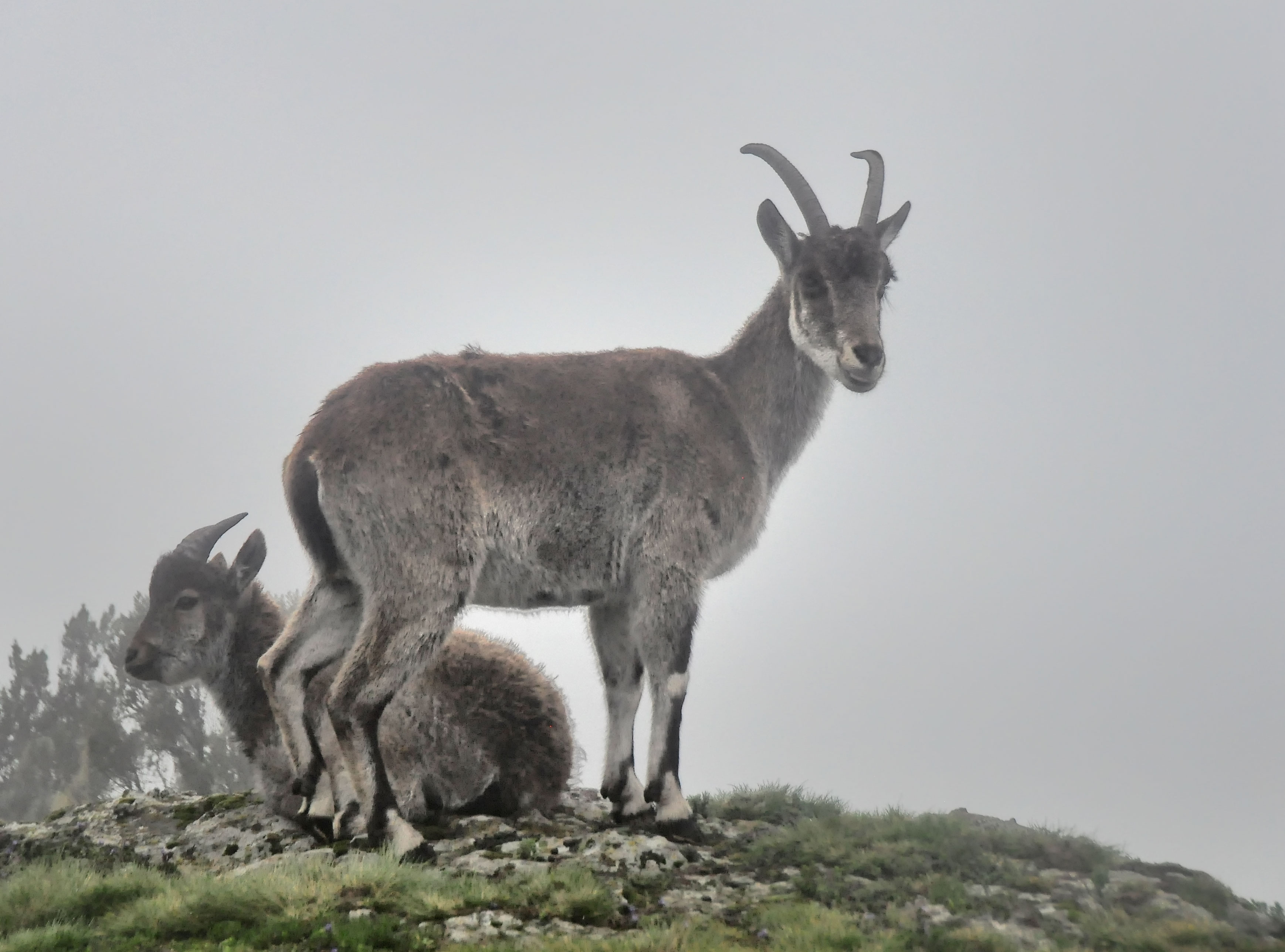
Stambecco femmina con il piccolo

Lo stambecco di Walia vive in aree rocciose molto ripide tra i 2.500 e i 4.500 m. di altezza. I loro habitat sono le foreste montane, le praterie subalpine e la macchia. Vivono pascolando. La loro dieta include cespugli, erbe, licheni, arbusti, erbe e rampicanti. Spesso stanno in piedi sulle zampe posteriori per raggiungere i giovani germogli di brughiera gigante. Gli stambecchi Walia sono più attivi al mattino e alla sera e riposano al sole sulle sporgenze rocciose. I maschi vivono in gruppi di scapoli e le femmine in gruppi con la loro prole. La stagione degli amori è al culmine da marzo a maggio. I maschi competono per le femmine sbattendo le corna con una forza sorprendente. I periodi di gestazione durano 150-165 giorni. Raggiungono la maturità sessuale a un anno di età.

### Minacce

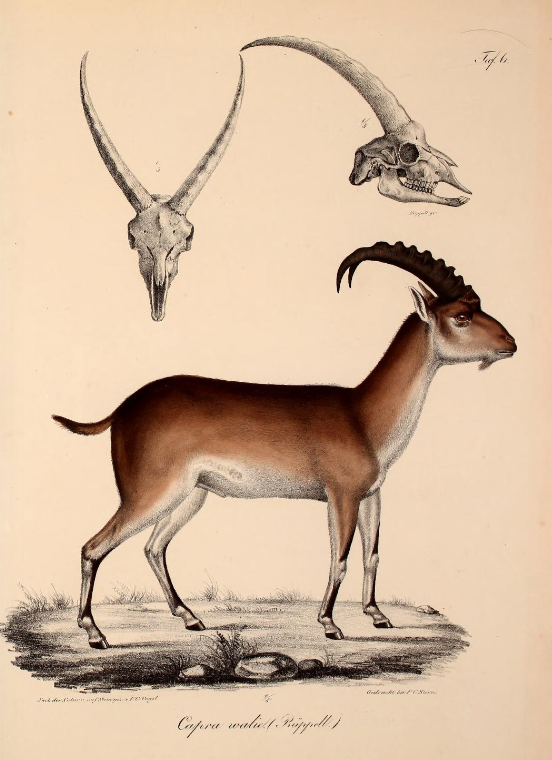
Rappresentazione della specie di Eduard Rüppell (1835).

Lo stambecco del Semien, che si trova solo nelle montagne settentrionali dell'Etiopia, è uno dei mammiferi più minacciati del mondo. Il numero è diminuito nel corso del XX secolo. Nel 1974, secondo Leslie Brown, la popolazione era salita da 250 ad almeno 300 capi, con un'alta proporzione di giovani nati, ed un'analoga valutazione veniva fatta anche nel 1977, con circa 240 capi all'interno del parco e forse un'altra sessantina al di fuori dei suoi confini. Nel 1994-1996 sopravvivevano ancora solo 200-250 animali, ma recentemente la popolazione è leggermente aumentata fino ad arrivare nel 2004 a circa 500. La perdita dell'habitat e la caccia sono le principali minacce per la specie. Anche l'invasione degli insediamenti, il pascolo del bestiame e la coltivazione sono grossi problemi. La costruzione di strade sta poi frammentando il loro habitat. La pressione e la competizione per le risorse naturali sono aumentate costantemente negli ultimi decenni. Non solo dal bestiame, ma anche dall'agricoltura. Questo aumento ha influenzato il tasso di incrocio, la sopravvivenza e l'espansione della popolazione. L'impatto ha visto il livello di pericolo continuare ad aumentare con sempre meno risorse disponibili.
Mancano infatti stime recenti e precise dello stato di conservazione dell'animale. Le successive vicende politiche dell'Etiopia hanno interrotto il flusso di informazioni, e compromesso la stessa operatività del parco. In queste condizioni tutti i vecchi fattori che già avevano spinto lo stambecco quasi sull'orlo dell'estinzione definitiva possono aver ripreso a imperversare, e il livello della popolazione potrebbe esser tornato a scemare. Il bracconaggio, che nel 1975 era relativamente sotto controllo, potrebbe essere ripreso per via della debolezza dell'apparato di tutela, anche per via dell'estrema povertà delle popolazioni della zona.

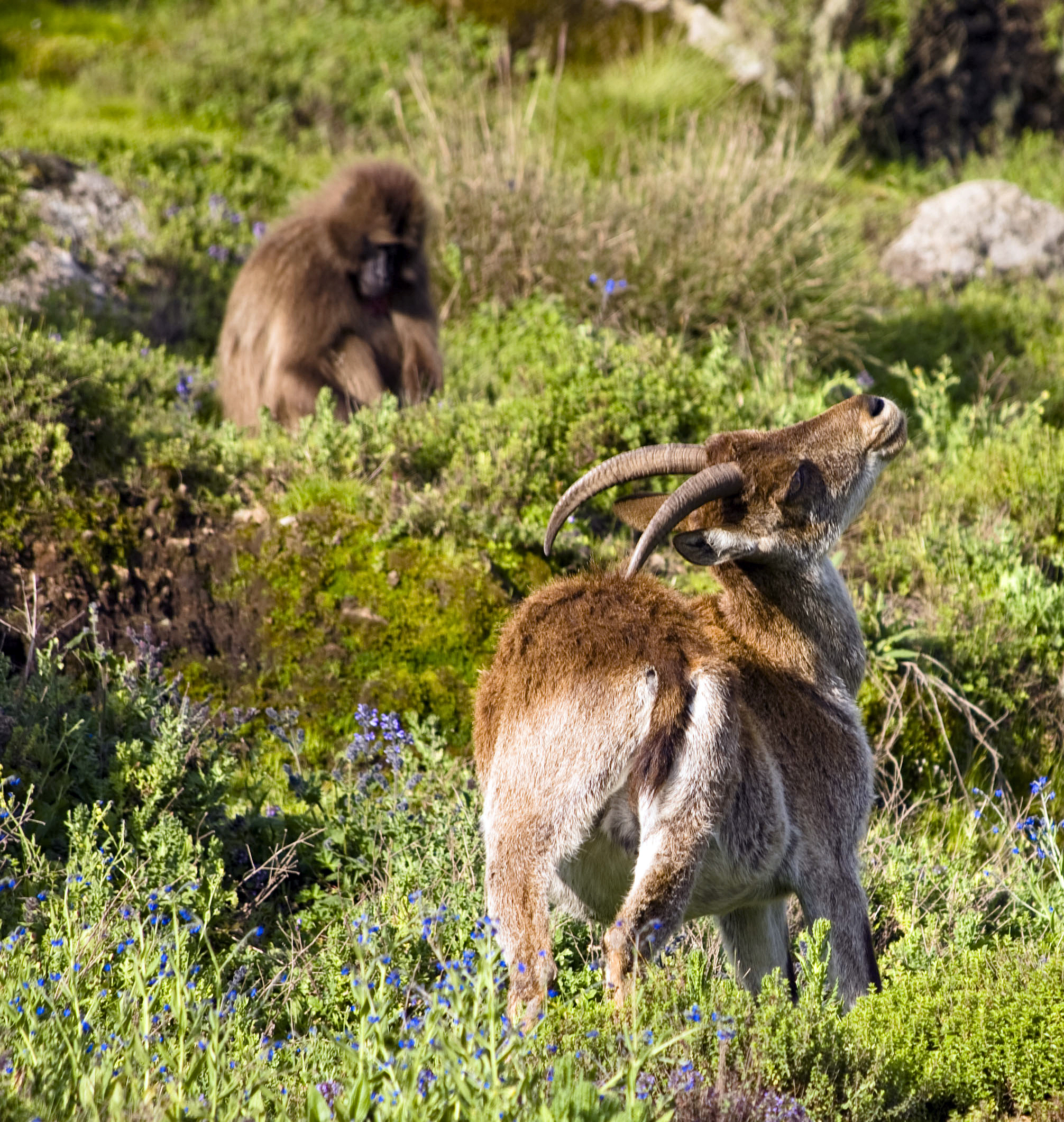
La Capra Walie

Il problema più rilevante è comunque quello rappresentato dalla distruzione dell'habitat causata dall'agricoltura, che avanza disboscando le aree coperte da vegetazione naturale e appiccando incendi. Nella sola zona di Sederek Chenek, ad esempio, almeno un quarto dell'habitat naturale dello stambecco scomparve in tre anni, circa tre decenni fa, a causa dei tagli e del fuoco. All'interno del parco vivono oltre 3000 persone con le loro greggi, e un pericolo per la specie può venire anche da possibili ibridazioni tra lo stambecco e le capre domestiche. L'invadenza di queste e l'estendersi delle coltivazioni cominciano ad erodere anche le medie terrazze, e gli stambecchi sono ormai sospinti quasi esclusivamente alle quote superiori, dove il pascolo è però più magro e la copertura arborea assai minore.

## Biologia e comportamento
Il ciclo riproduttivo e il comportamento sociale dello stambecco del Semien sono stati studiati in dettaglio soprattutto dallo zoologo svizzero Bernard Nievergelt. Nel clima afroalpino proprio di questa specie, l'habitat preferenziale sembra situarsi al di sotto della linea della vegetazione arborea (mentre lo stambecco delle Alpi vive di solito al di sopra di questa), e inoltre il comportamento riproduttivo si snoda durante tutto il corso dell'anno, senza un unico e limitato periodo degli amori come per la specie alpina, ma con un significativo picco, tuttavia, nella stagione che va da marzo a maggio. La conseguenza è che giovani nati possono essere osservati quasi in ogni periodo dell'anno, anche qui tuttavia con un picco di nascite attorno a settembre-ottobre.
In effetti nei monti del Semien la temperatura si mantiene più o meno stabile durante tutto l'anno, con variazioni giornaliere (tra il giorno e la notte) assai più evidenti di quelle stagionali. Le stagioni dipendono in sostanza solo dall'ammontare delle precipitazioni, e la stagione delle piogge (spesso chiamata "inverno" in Etiopia) dura da giugno ad agosto. La seguono prati verdeggianti e intense fioriture, che danno l'impressione come di una nostra primavera. Un'interessante differenza, messa in evidenza da Nievergelt, rispetto allo stambecco alpino, sta nel fatto che anche nel periodo del parto il numero di femmine isolate è minimo (mentre è consueto nella maggior parte degli ungulati che le femmine si isolino in questo periodo e restino sole per un po').

### Curiosità
In un episodio della serie naturalistica della BBC Planet Earth, un gruppo di questi animali viene inquadrato mentre bruca insieme ad un branco di gelada (Theropithecus gelada). Infatti, questi primati e gli stambecchi vivono in perfetta simbiosi. Mentre tutti pascolano, un membro di uno dei due gruppi rimane di vedetta, avvertendo poi tutti gli animali che pascolano del pericolo imminente.